# 阿巴拉契科拉 (佛罗里达州)
阿巴拉契科拉（英語：Apalachicola），是美国佛罗里达州富蘭克林縣下属的一座城市。建立于1831年。面积约为6.9平方公里（约合2.7平方英里）。根据2010年美国人口普查，该市有人口2,231人。论人口在本州排行第275。